# Gare de Zainvillers
La gare de Zainvillers  était une halte ferroviaire française, de la ligne de Remiremont à Cornimont, située sur le territoire de la commune de Vagney, dans le département des Vosges en Lorraine.
Elle est mise en service en 1879 par la Compagnie des chemins de fer de l'Est et fermée, en 1989 aux voyageurs et en 1992 aux marchandises par la Société nationale des chemins de fer français (SNCF). Un service de cars TER Lorraine dessert la commune.

## Situation ferroviaire
Établie à 413 mètres d'altitude, la halte de Zainvillers était située au point kilométrique (pk) 8,5 de la ligne de Remiremont à Cornimont, entre les gares de Vagney et de Thiéfosse.

## Histoire
La halte de Zainvillers est mise en service le 6 septembre 1879 par la Compagnie des chemins de fer de l'Est lorsqu'elle ouvre à l'exploitation la ligne de Remiremont à Cornimont, dite aussi « ligne de la Moselotte », dont la Compagnie anonyme du chemin de fer de la Moselotte, concessionnaire, lui a confié l'exploitation.
En 1880, le résultat de l'exploitation de la station de Zainvillers est d'un total de 3 850,15 fr, pour : 3 847,35 fr recette voyageurs et 2,80 fr recette bagages et messageries. Halte, il n'y a pas de service de marchandises.
En 1900, le conseil municipal s'inquiète du confort des voyageurs, qui sont 11 331 en 1938, il réclame la création d'un abri car la salle d'attente est trop petite.
Le déclassement de la ligne le 11 juillet 1994 ferme la gare à toute activité ferroviaire.
En 2012, le bâtiment de la halte est toujours présent. Il est situé à proximité de la voie verte des Hautes-Vosges qui emprunte le parcours de l'ancienne ligne du chemin de fer.

## Service des voyageurs
La halte est fermée et désaffectée, la gare en service la plus proche est celle de Remiremont. Un service de cars TER Lorraine (ligne 9) dessert la commune.